# Oscarella nigraviolacea
Oscarella nigraviolacea är en svampdjursart som beskrevs av Patricia R. Bergquist och Kelly 2004. Oscarella nigraviolacea ingår i släktet Oscarella och familjen Plakinidae.
Artens utbredningsområde är Tanzania. Inga underarter finns listade i Catalogue of Life.